# Герлинци
Герлинци (словен. Gerlinci, мађ. Görhegy) је насељено место у општини Цанкова, Помурска регија, Словенија.

## Историја
До територијалне реорганизације у Словенији били су у саставу старе општине Мурска Собота.

## Становништво
У попису становништва из 2011. године, Герлинци су имали 334 становника.
| Број становника према пописима | Број становника према пописима | Број становника према пописима |
| ------------------------------ | ------------------------------ | ------------------------------ |
| 1991                           | 2002                           | 2011                           |
| 415                            | 371                            | 334                            |